# Sevillai katedrális
A sevillai katedrális (teljes nevén a Székes Szűz Mária katedrálisa, spanyolul Catedral de Santa María de la Sede) egy római katolikus székesegyház a spanyolországi Sevilla városában. Belterét illetően a világ harmadik legnagyobb templomépülete és egyúttal a világ legnagyobb katedrálisa (a nála nagyobb Szent Péter-bazilika és az aparecidai Miasszonyunk-bazilika nem püspöki székhelyek). 1987 óta a világörökség része. Az épületben található Kolumbusz Kristóf sírhelye.

## Története

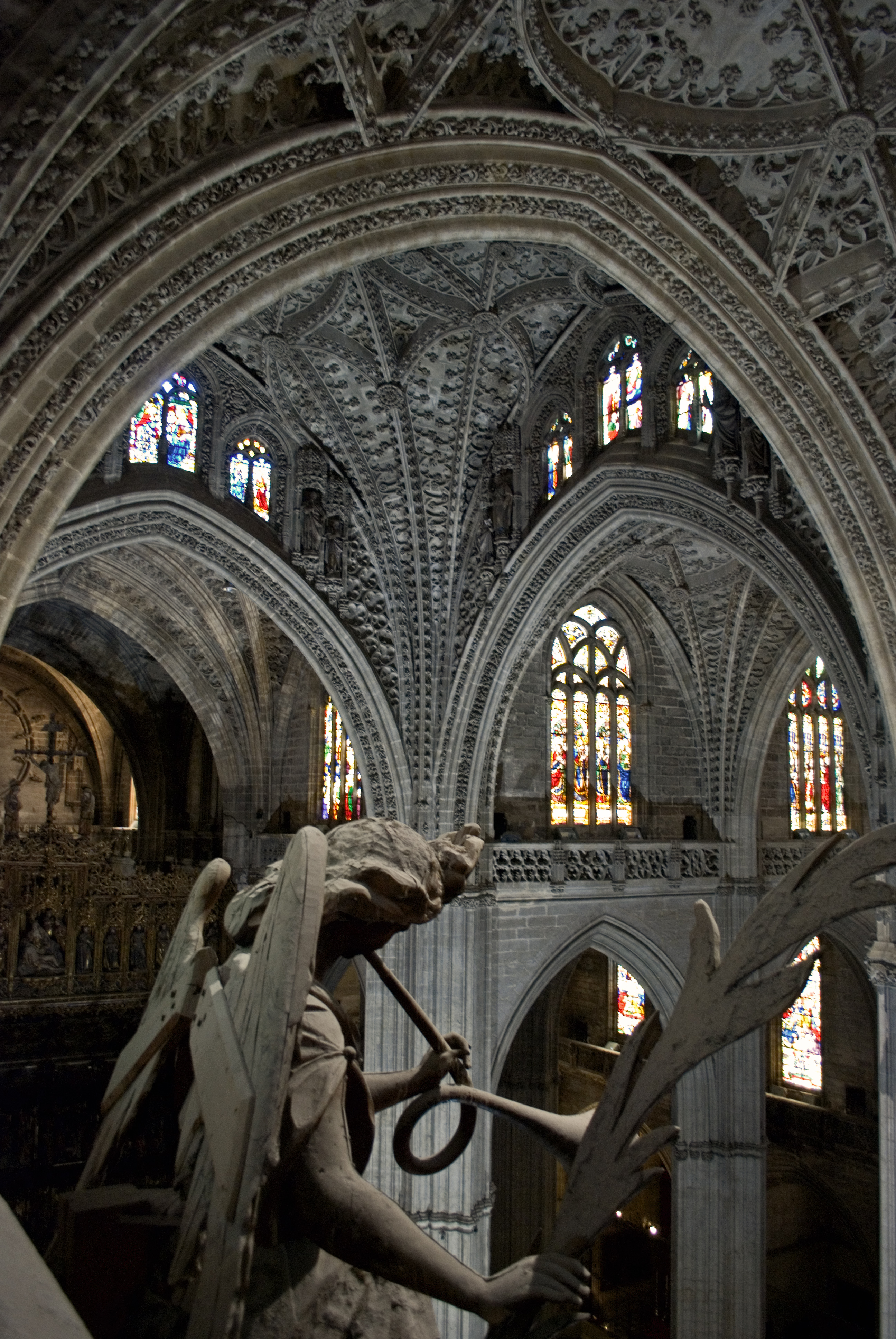
A katedrális belső tere

A sevillai katedrális helyén 1198-ban fejeződött be egy mecset építése. 1248-ban Kasztília a reconquista során meghódította a várost, a mecsetet pedig keresztény templomnak szentelték fel. A város Andalúzia fővárosaként megtartotta korábbi fontos szerepét és kereskedelmi központként is gyorsan fejlődött, ezért 1401-ben úgy döntöttek, hogy új katedrálist emelnek. A hagyomány szerint a káptalan tagjai így beszéltek: "építsünk olyan csodálatos és hatalmas templomot, hogy akik meglátják, gondolják azt, hogy megbolondultunk". Az építkezés több, mint száz évig, 1402 és 1506 között tartott. Az egyházmegye papjai fele jövedelmüket az építészek, kőművesek, festők, szobrászok, kőfaragók megfizetésére áldozták.
A katedrálison egymást váltva számos, főleg külföldi mester munkálkodott. 1421-1434 között Pedro García, 1434-ben a flandriai Ysambert, 1439-1449-ben a franciaországi Carlín (talán Charles Galtier de Rouennel azonos), aztán a szintén francia Juan Norman (1454-1457 között); végül pedig Juan de Hoces.           
Öt évvel a befejezése után, 1511-ben a székesegyház kupolája beomlott és az építkezés újrakezdődött. 1515-ben Juan Gil de Hontañon vezette a munkálatokat, ekkorról való a boltozat flamboyant díszítése. 1888-ban egy földrengés miatt ismét leomlott a kupola, ekkor egészen 1903-ig javították.

### Időrend

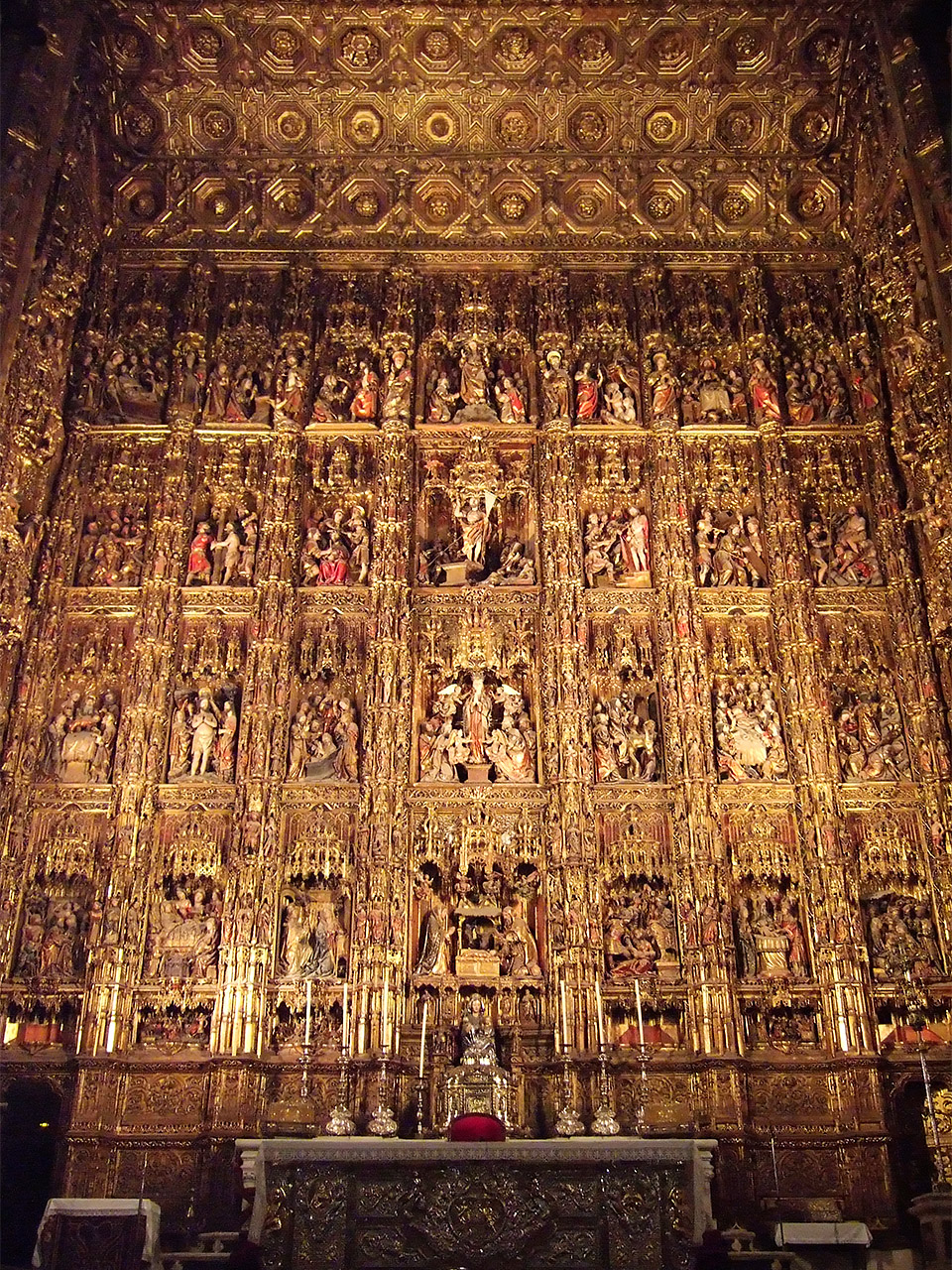
A világ egyik legszebb főoltára, Pierre Dancart mesterműve

- 1184 - megkezdődik a mecset építése
- 1198 - a mecset elkészül
- 1248 - III. Ferdinánd kasztíliai király elfoglalja Sevillát, a mecsetet keresztény templommá szentelik
- 1356 és 1362 - két földrengés megrongálja a minaretet, amelyet harangtoronnyá alakítanak át
- 1401 - döntés születik a katedrális építéséről
- 1402 - elkezdődik a főhajó délnyugati oldalának építése
- 1432 - a főhajó kész, a keleti oldal építése kezdődik
- 1466 - II. János király engedélyezi a királyi kápolna lebontását
- 1467 - a keleti oldal kész, megkezdődik a mennyezet építése
- 1475 - megkezdődik a karzatok építése
- 1478 - a karzatok készen
- 1481 - elkészülnek a főoltár bejáratai
- 1482 - megkezdik a faragott főoltár készítését
- 1498 - elkészül a mennyezet, nekikezdenek a kupolának
- 1506 - elkészül a kupola
- 1511 - a kupola összeomlik, megkezdik újjáépítését
- 1515 - elkészül a kórus új boltozata
- 1517 - elkészülnek a kereszthajók boltozatai
- 1519 - befejezik az új kupolát
- 1526 - elkészül a főoltár
- 1551 - megkezdik a királyi kápolna építését
- 1558 - megkezdik a harangtorony tetejének átalakítását
- 1568 - befejezik a harangtornyot, csúcsára kerül az El Giraldillo
- 1575 - elkészül a királyi kápolna
- 1888 - földrengés következtében leomlik a kupola és a boltozat
- 1995 - I. János Károly idősebb lányának, Elenának esküvője a katedrálisban

## Leírása

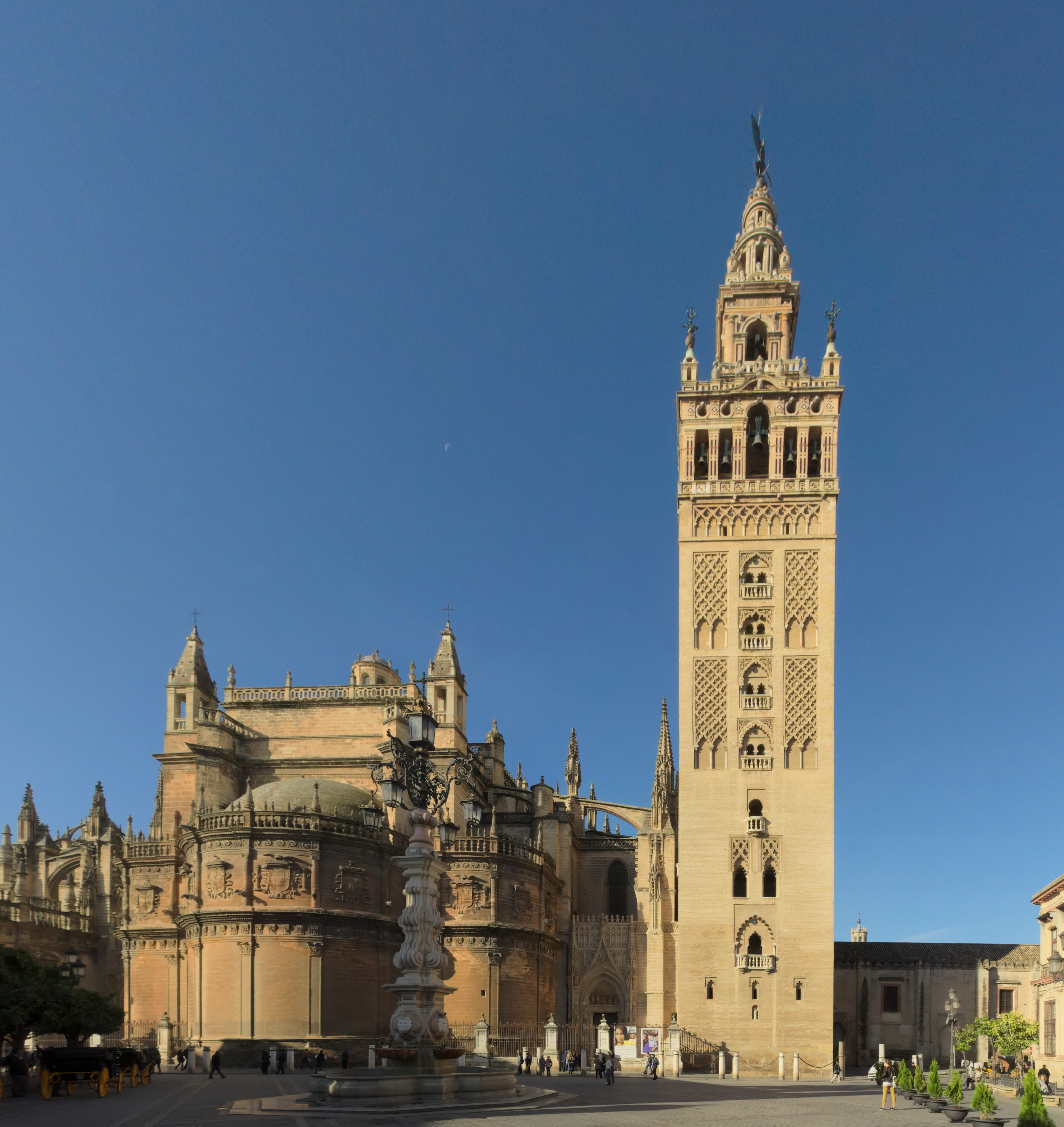
A harangtorony - La Giralda

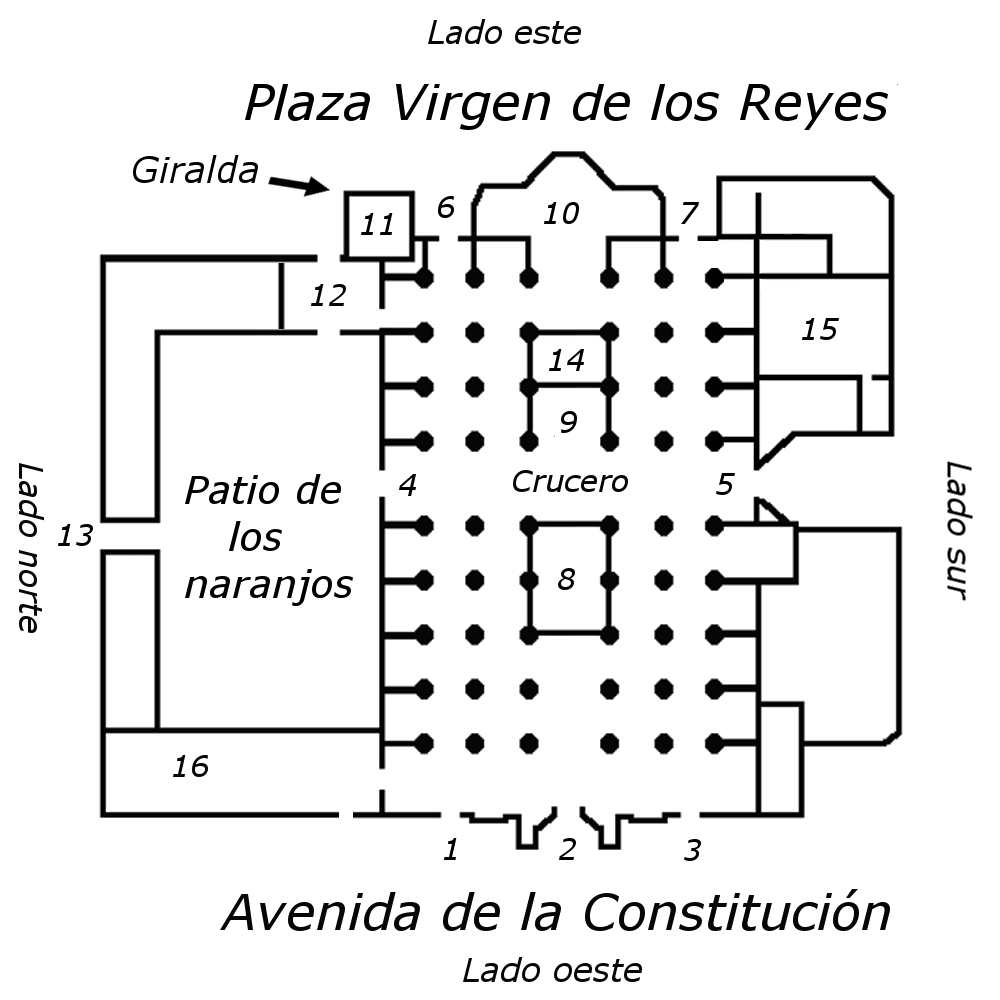
A katedrális alaprajza: 1. Keresztelőkapu 2. Mennybemenetel-kapu 3. Szt. Mihály-kapu 4. Fogantatás-kapu 5. Szt. Kristóf-kapu 6. Botok kapuja 7. Harangkapu 8. Kórus 9. Szentély és oltár 10. Királyi kápolna 11-Giralda 12. Gyík-kapu 13. Megbocsátás-kapu 14. A főoltár sekrestyéje 15. Fősekrestye 16. Szentélytemplom

Az építészek felhasználták az előző mecset egyes elemeit, oszlopait. Udvara a mai Narancsudvar, minaretjét pedig harangtoronnyá alakították át; ez az ún. La Giralda, a város leismertebb jelképe. A 104 méter magas és 13 méteres alaphosszúságú La Giraldát 1184-ben kezdték el építeni a híres marrakesi Kutubia-mecset minaretjének mintájára és 1198. március 10-én fejezték be, amikor a csúcsán négy aranyozott bronzgömböt helyeztek el (a gömbök egy 1365-ös földrengés során leestek). A spanyol hódítás után harangtoronnyá alakították át. A csúcsán látható, a kereszténység győzelmét szimbolizáló szobor, az El Giraldillo 1568-ban került a helyére.
A katedrális egy öthajós, doboz formájú, oldalkápolnákkal kísért épületegyüttes, a keresztény székesegyházak többségétől eltérően kereszthajója nem lép ki tömbjéből, sőt a szentély is csak egy kevéssé. Kívülről lépcsőzetes alakját támpillérek, támívek, fiatornyok hálózata fogja közre. Belső tere mecseteket idézően kockaszerű, nem olyan egyértelműen irányított mint más templomokban. A főhajó dúsan díszített mennyezete 36,35 m magasra nyúlik; a mellékhajók sem sokkal alacsonyabbak. Az árkádok gazdagon tagolt pillérkötegeken nyugszik, amelyek közvetlenül, trifórium nélkül mennek át a boltozatba.
A katedrális hajója a leghosszabb templomhajó egész Spanyolországban. Faragott főoltárát egyetlen művész, Pierre Dancart készítette.

## Kapuk
A sevillai katedrális négy homlokzatán összesen tizenöt kapu nyílik. Közülük a fontosabbak a következők:

### Nyugati homlokzat
A bal oldali Keresztelőkapu (Portada del Bautismo) a 15. században készült és központi díszítő eleme Jézus megkeresztelését ábrázolja. Rajta kívül megtalálható rajta Sevillai Szt. Izidor és Szt. Leander, valamint Justa és Rufina mártírok. A szobrok Lorenzo Mercadante műhelyében készültek. Az angyal- és prófétaszobrok Pedro Millán munkái. Csúcsos boltívét háromszögletű vakmérmű ékesíti. 
A jó állapotban megmaradt és gazdagon díszített főkapu vagy Mennybemenetel-kapu (Portada de la Asunción) a nyugati homlokzat közepén található. Fő motívumát, Mária mennybemenetelének domborművét 1877-1898 között faragta Ricardo Bellver.
A Szt. Mihály- vagy Születés-kapu (Portada del Nacimiento) Jézus születésének ábrázolásával van ékesítve. A szobrok Pedro Millan munkái. A 15. században készült kapu további díszítőelemi közé tartoznak Szt. Laurean, Szt. Hermengild, valamint a négy evangélista terrakotta szobrai.

### Déli homlokzat
A déli kereszthajó Szt. Kristóf- vagy Hercegkapuját (Puerta de San Cristóbal) eredetileg Demetrio de los Rios tervezte 1866-ban, majd Adolfo Fernandez Casanova tervei alapján 1917-re lett kész. A kapu előtt látható a harangtorony csúcsán álló El Giraldillo szobor másolata.

### Északi homlokzat
A Fogantatás-kapu (Puerta de la Concepción) a Narancsudvarra nyílik és csak ünnepnapokon nyitják meg. Ezt is Demetrio de los Rios tervezte az épület többi részével harmonizáló gótikus stílusban és Adolfo Fernandez Casanova fejezte be 1895-ben.
A Gyík-kapu (Puerta del Lagarto) a Narancsudvarra vezet. Nevét a mennyezetéről függő kitömött krokodilról kapta.
A Szentélykapu (Puerta del Sagrario) a szentélybe vezet. A 17. század végén tervezte Pedro Sanchez Falconete. Két oldalról korinthoszi oszlopok fogják közre, tetején III. Ferdinánd király, Szent Izidor, Leander, Justa és Rufina szobrai láthatók. 
A Megbocsátás-kapu (Puerte del Perdón) az Alemanes utcáról nyílik a Narancsudvarba, vagyis nem tartozik közvetlenül a katedrálishoz. Eredetileg a mecset része volt, erről árulkodik ívelt boltozata is. A 16. század elején Miguel Perrin terrakottaszobraival díszítették. 

### Keleti homlokzat
A Botos-kapu vagy Bölcsek imádása-kapu (Puerta de Palos) Miguel Perrin 1520-ból származó "A bölcsek imádása"-domborművével van díszítve. Másik nevét a kaput az épület többi részétől elválasztó rudakról kapta. 
A Harangkapu (Puerta de Campanillas) onnan kapta a nevét, hogy az építkezéskor itt helyezték el a munkába hívó harangot. A kaput Lope Marin 1548-as, Krisztus jeruzsálemi bevonulását ábrázoló dombormű ékesíti.

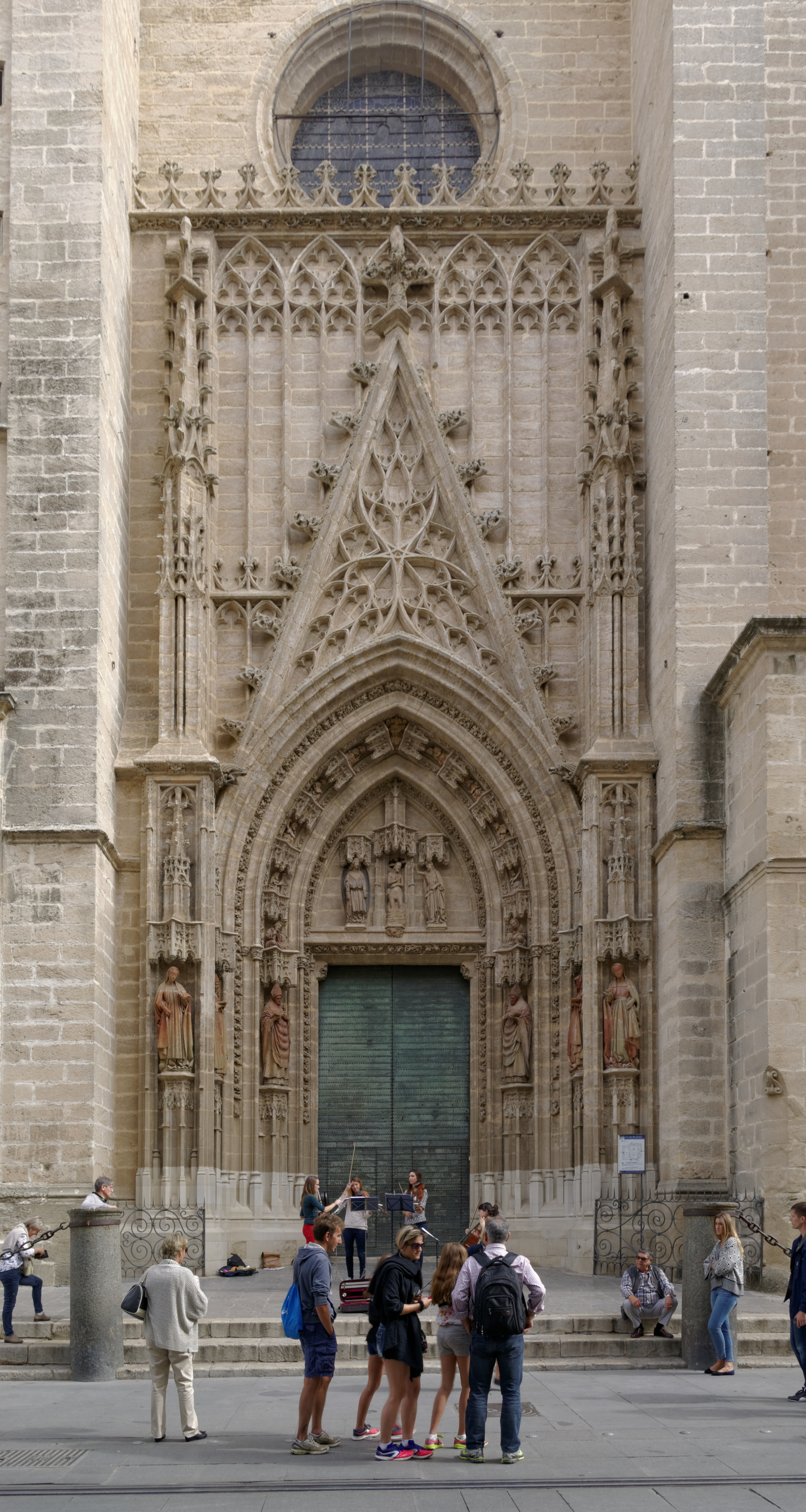
Keresztelőkapu
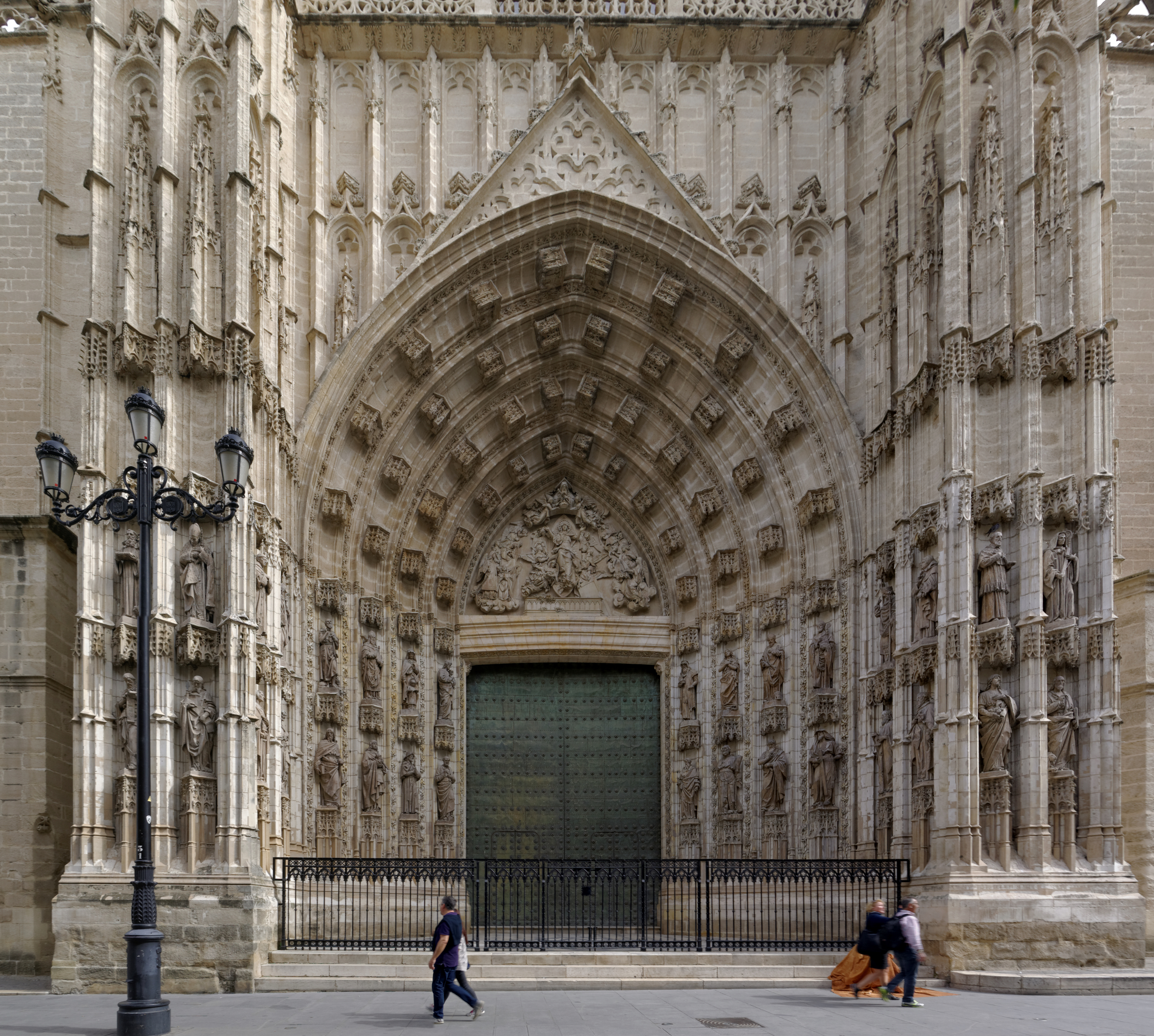
A Mennybemenetel-kapu
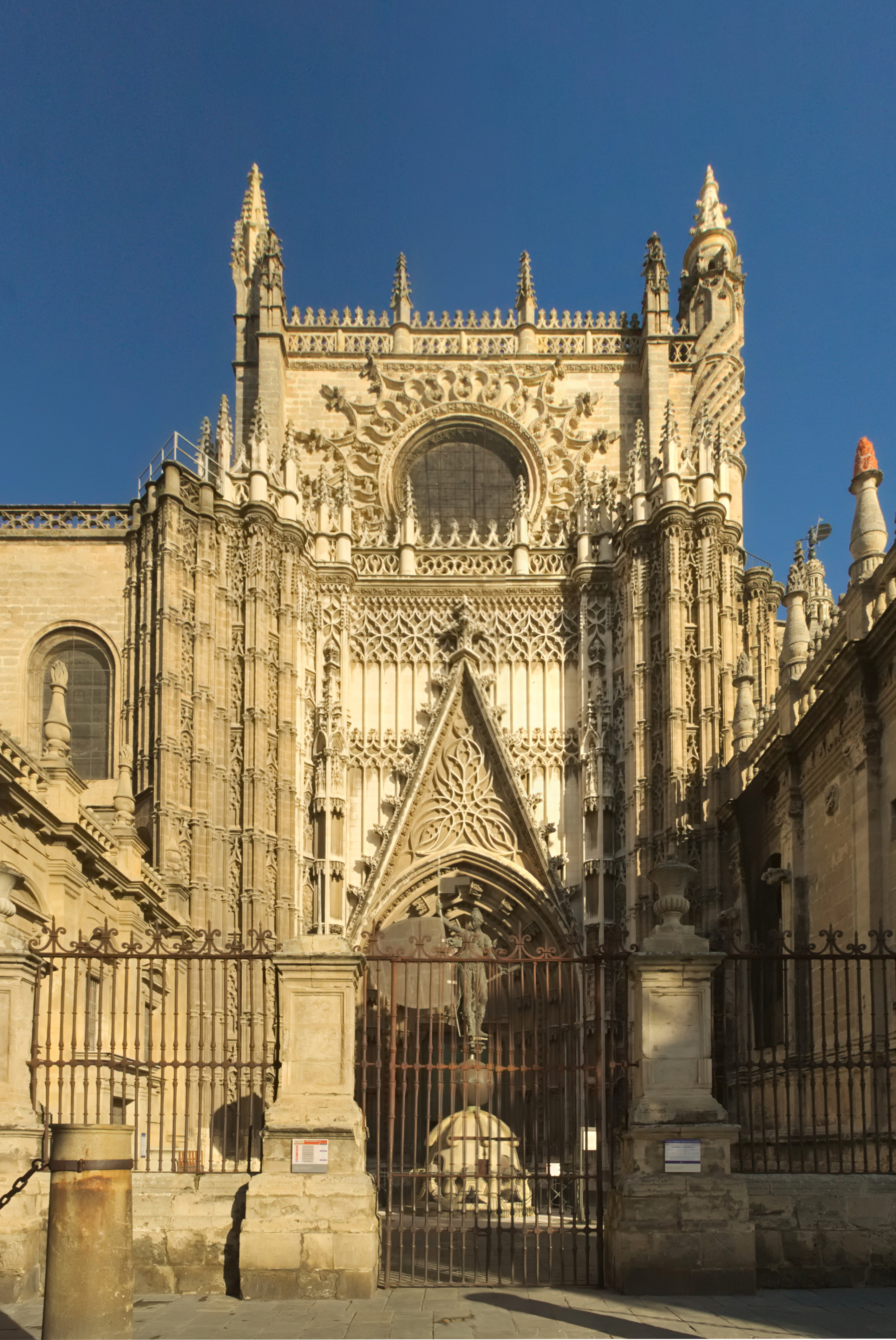
A Szt. Kristóf-kapu
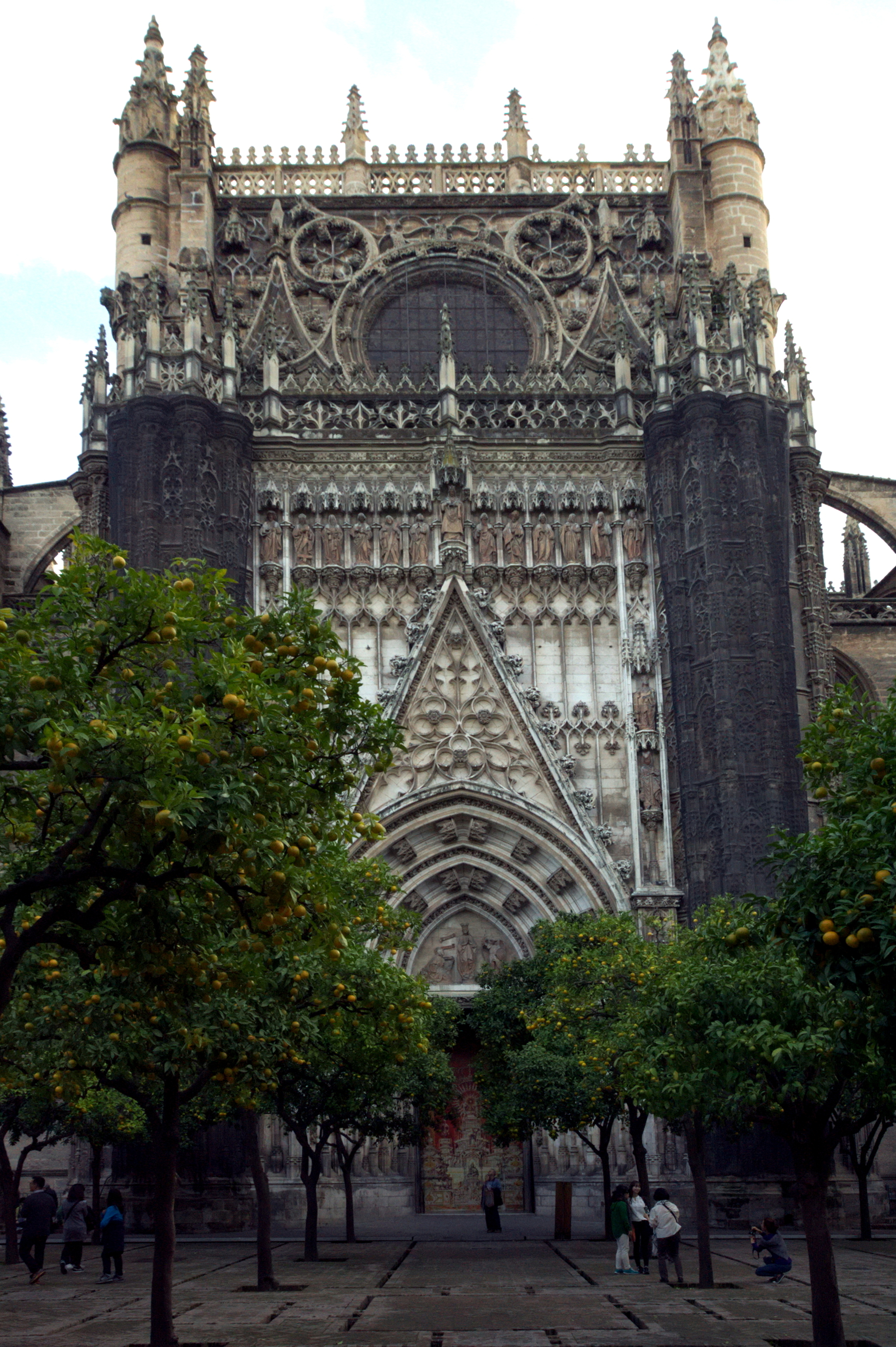
A Fogantatás-kapu
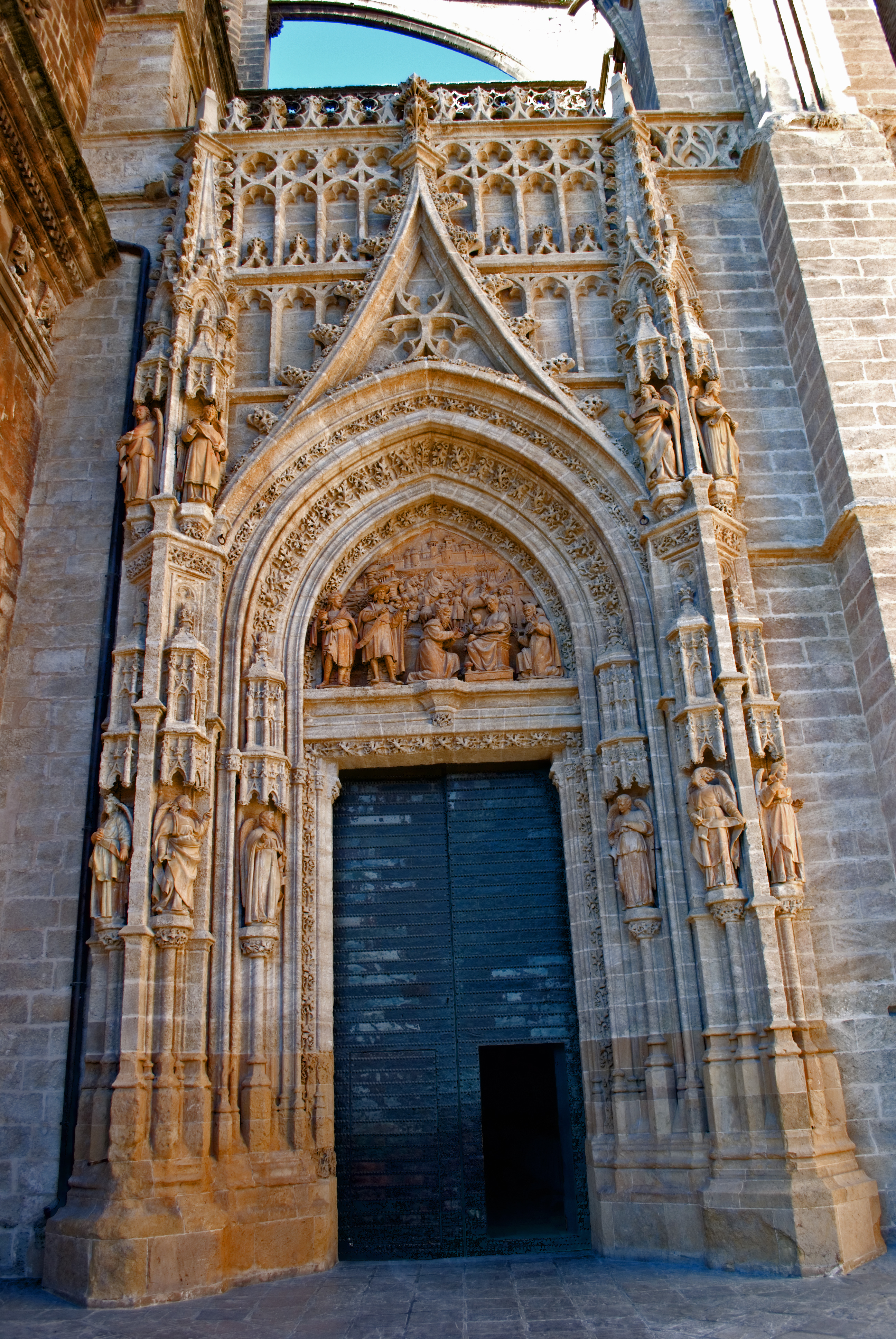
A Botos-kapu
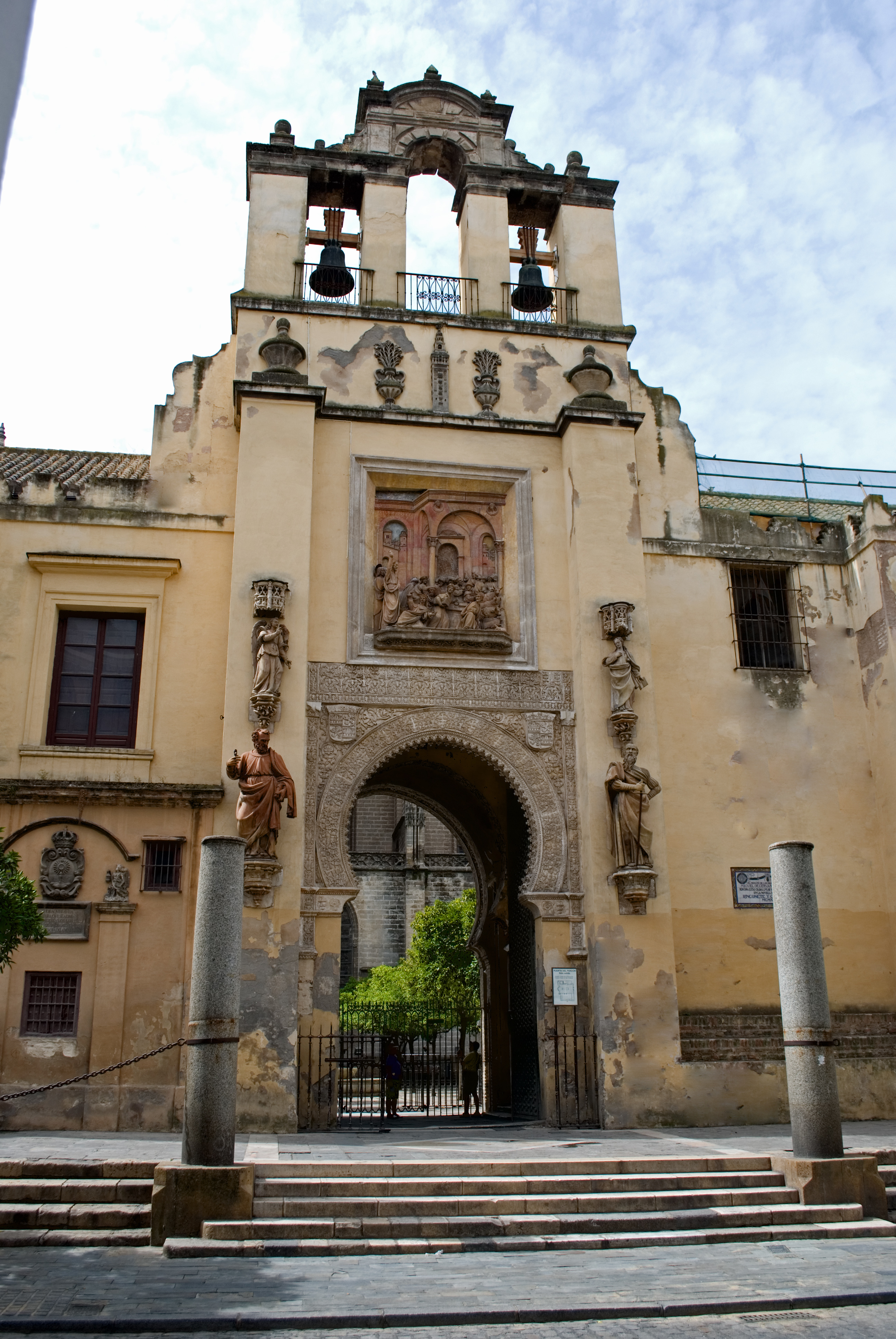
A Megbocsátás-kapu

## Kápolnák

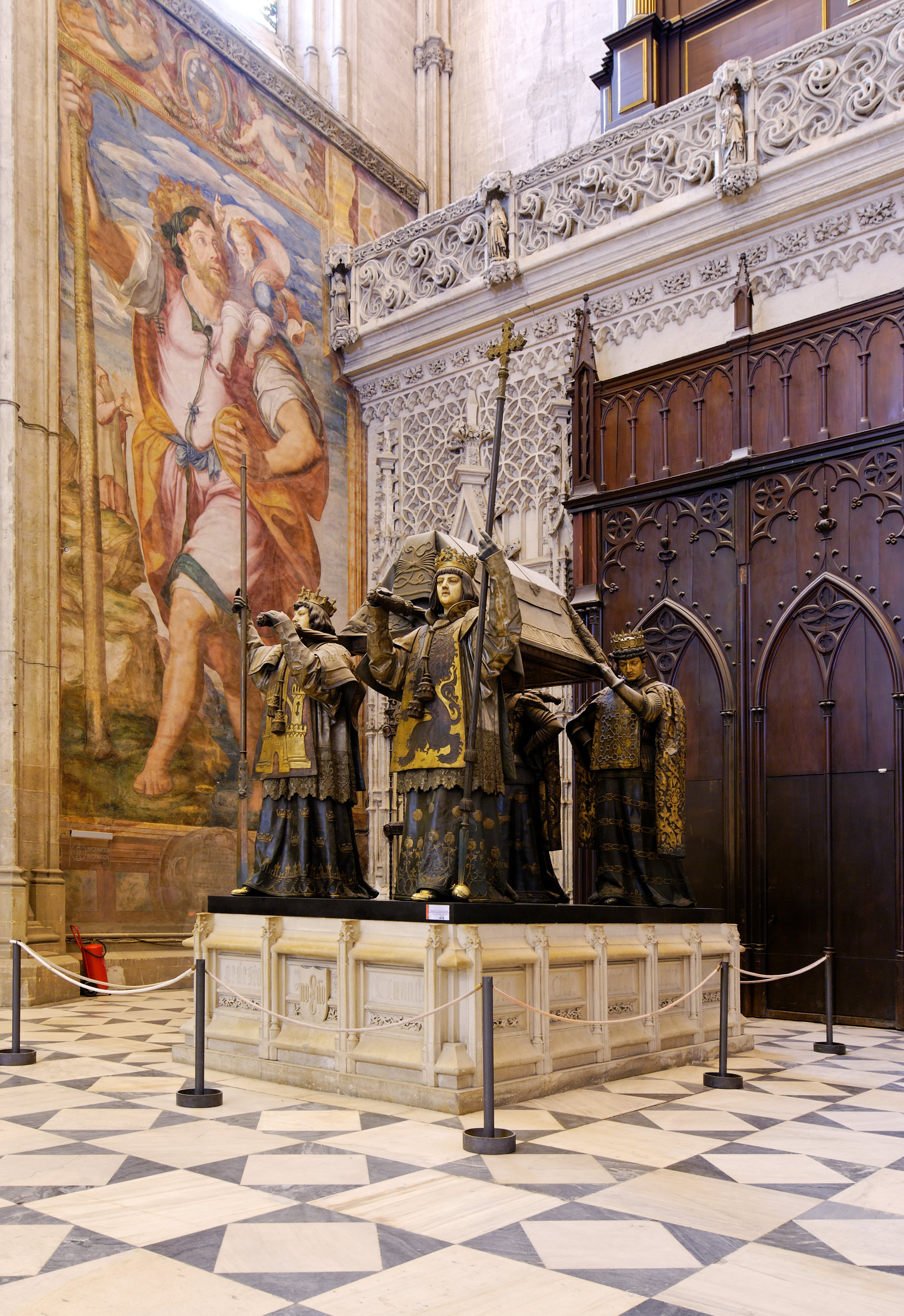
Kolumbusz Kristóf sírja

A székesegyháznak összesen 80 kápolnája van, amelyekben állítólag 1896-ban naponta 500 misét mondtak el. A Szt. Antal-keresztelőkápolnában látható Murillo Szt. Antal megkísértését ábrázoló festménye. 1874-ben ebből kivágták a Szt. Antalt ábrázoló részt és a tolvajok egy New York-i galériának próbálták meg eladni. A tulajdonos 250 dollárért megvette a képet, de értesítette a spanyol konzulátust, így a festmény visszakerült eredeti helyére.

## Síremlékek
- Kolumbusz Kristóf
- Fernando Colón (Kolumbusz fia)
- III. Ferdinánd kasztíliai király
- Svábiai Erzsébet (Ferdinánd felesége)
- X. Alfonz kasztíliai király
- I. Péter kasztíliai király

## Képek

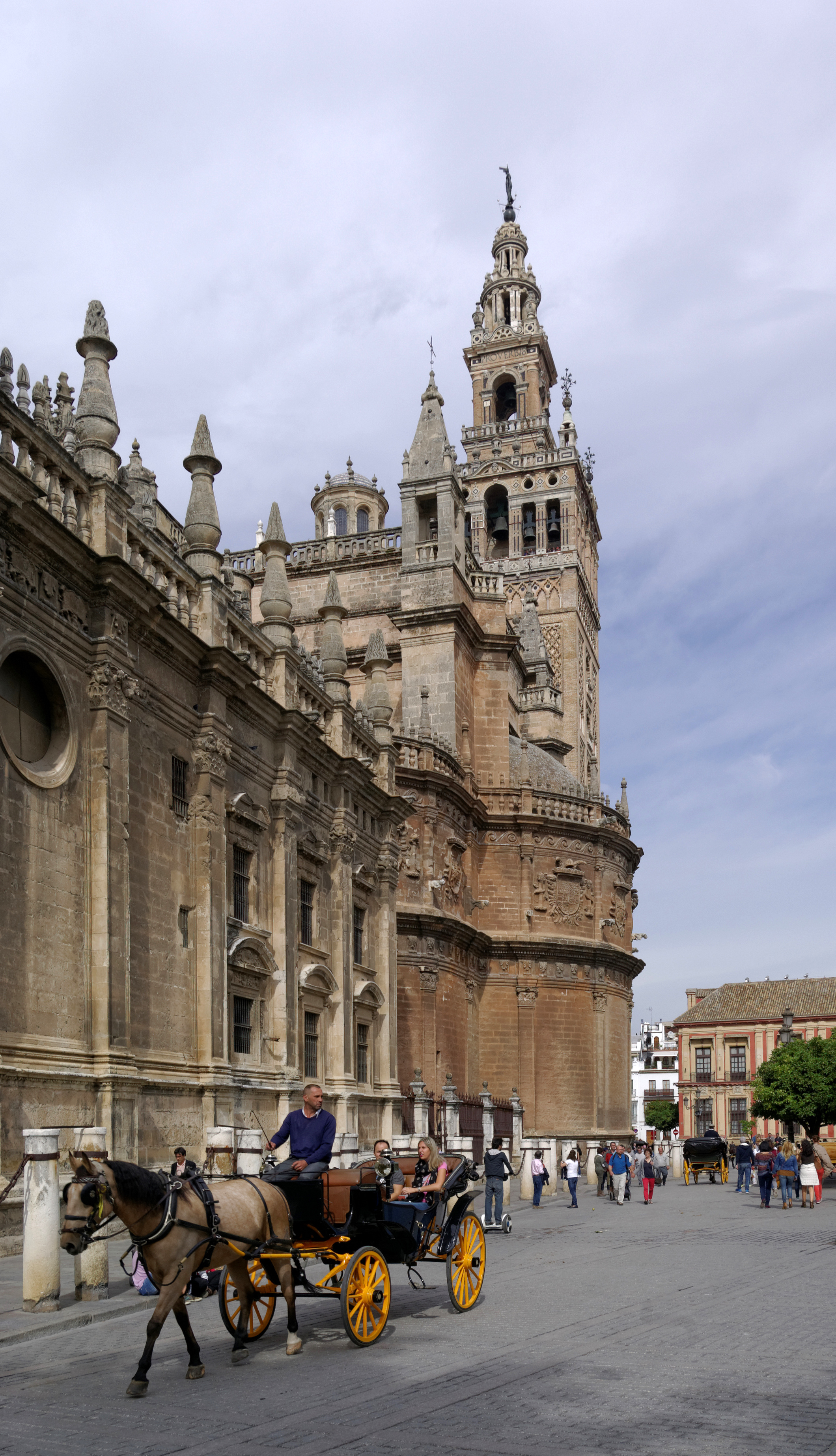
A katedrális kívülről
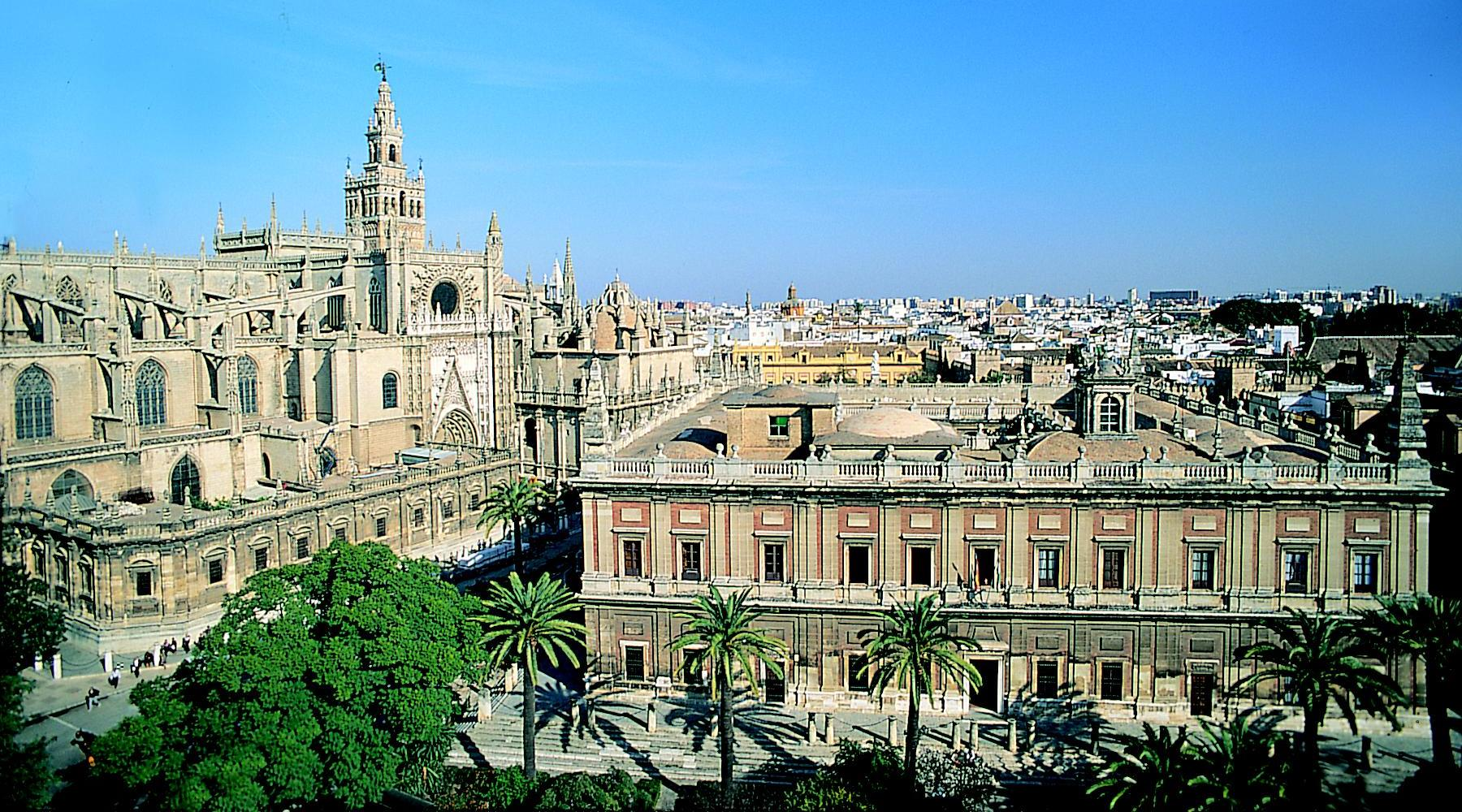
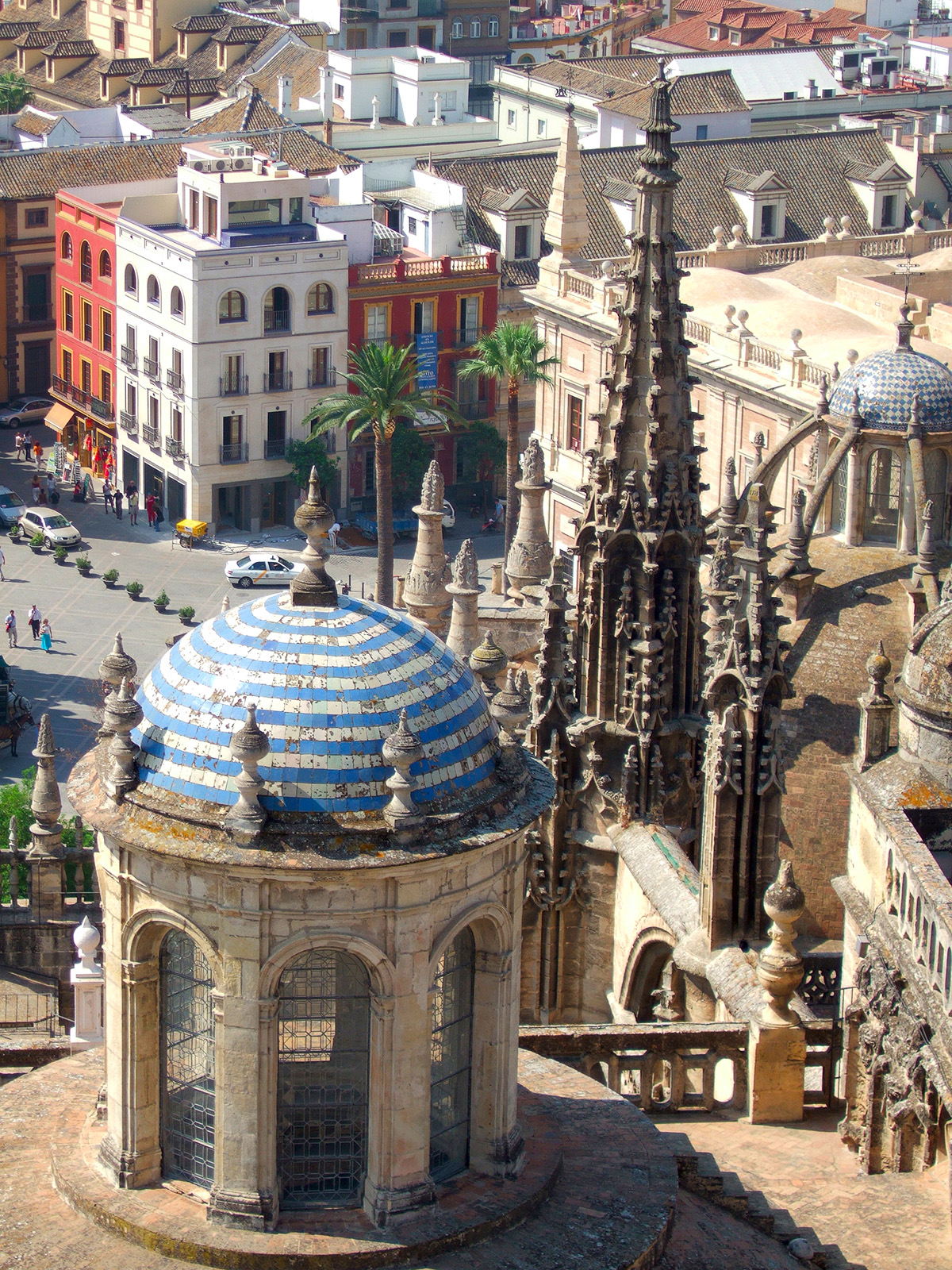
Látvány a toronyból
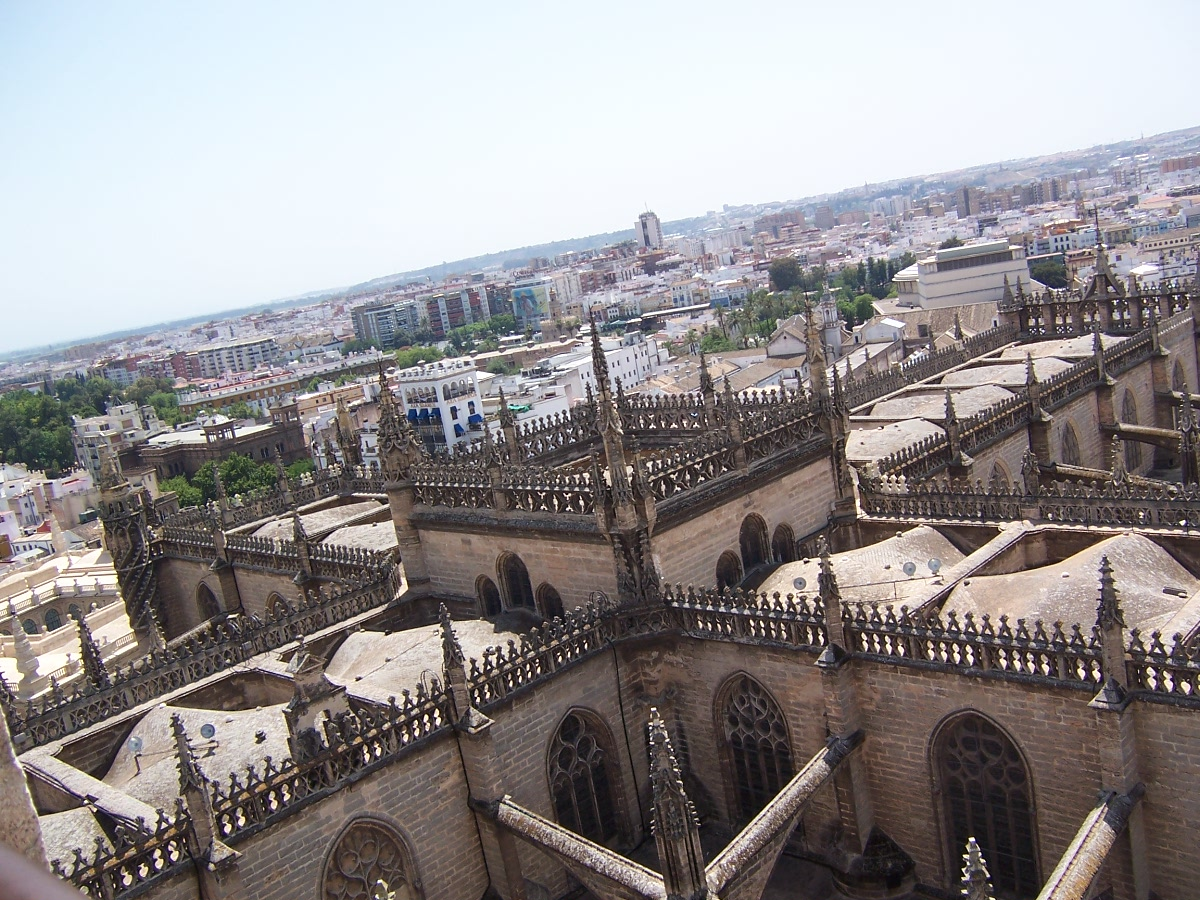
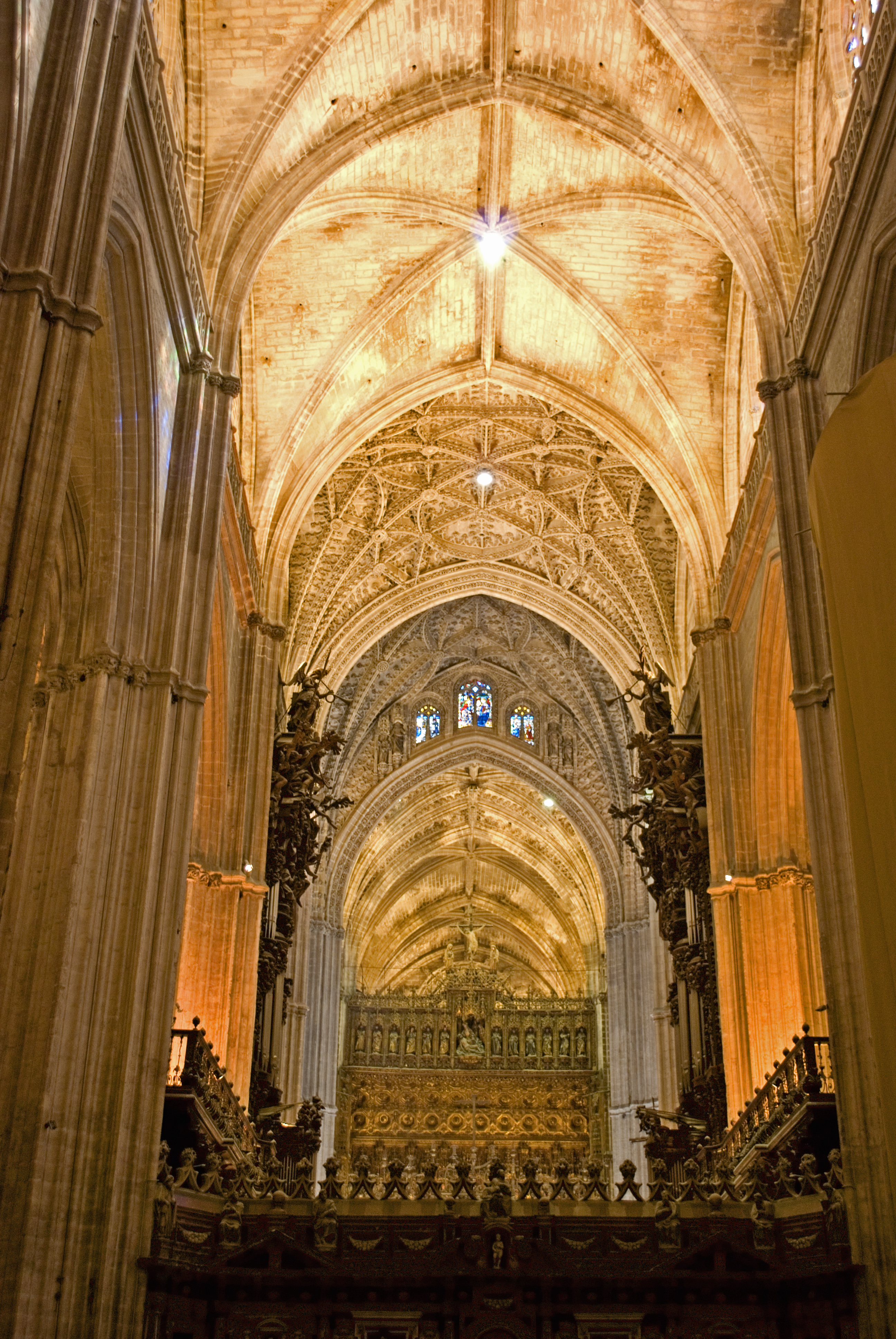
A székesegyház belső tere
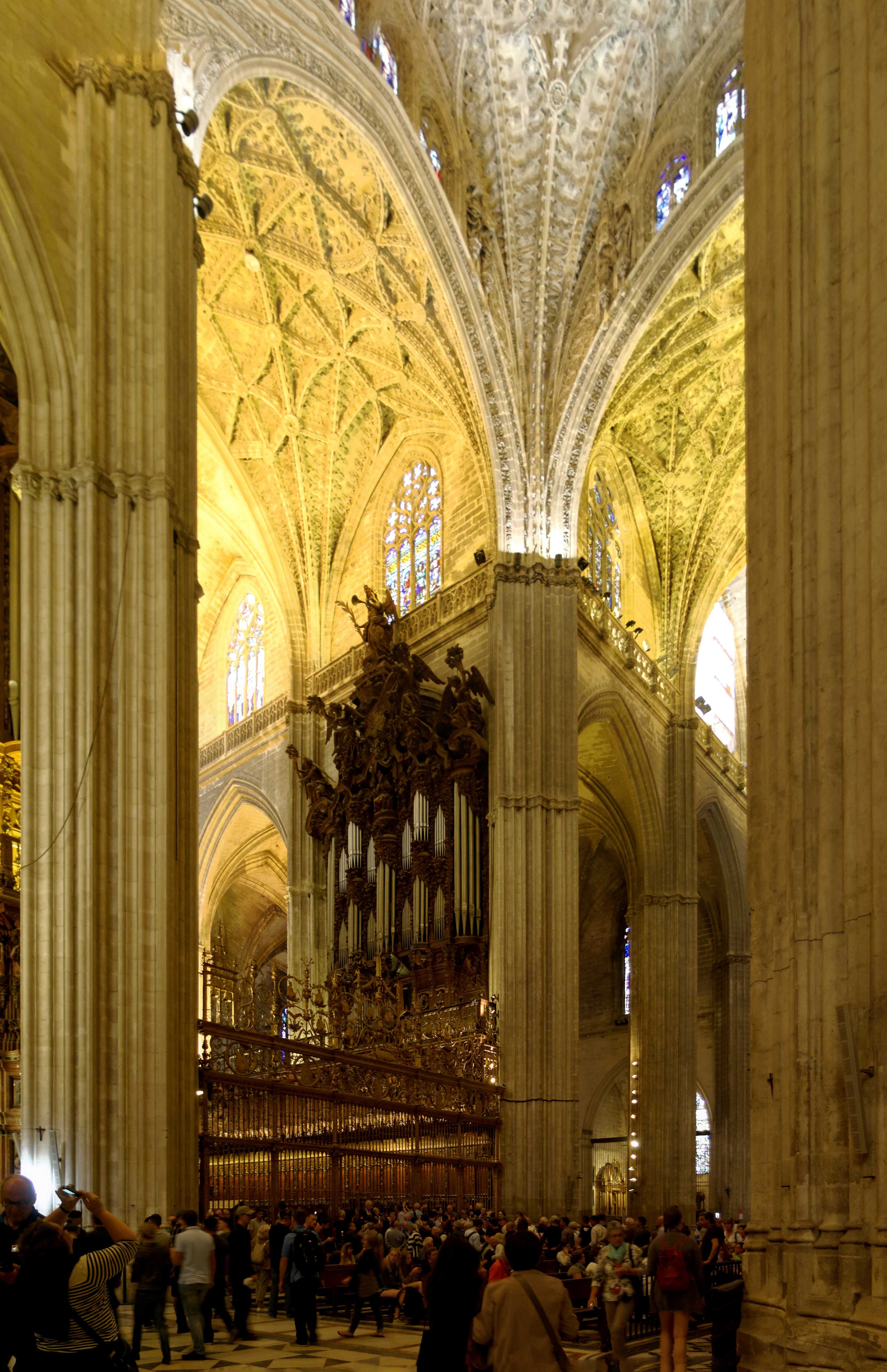

## Külső hivatkozások
- A katedrális honlapja
- Seville Cathedral Sacred Destinations
- Az UNESCO világörökség honlapja
- A Wikimédia Commons tartalmaz Sevillai katedrális témájú kategóriát.

## Fordítás
- Ez a szócikk részben vagy egészben  a   Seville Cathedral című angol Wikipédia-szócikk ezen változatának fordításán alapul.  Az eredeti cikk szerkesztőit annak laptörténete sorolja fel. Ez a jelzés csupán a megfogalmazás eredetét és a szerzői jogokat jelzi, nem szolgál a cikkben szereplő információk forrásmegjelöléseként.